# Troféu Jaumendreu
O Troféu Jaumendreu é uma antiga prova ciclista espanhola organizada pela primeira vez em 1945. Depois de 24 edições deixou de disputar-se em 1969.
Disputava-se em Montjuïc, na cidade de Barcelona (Catalunha).
Entre 1963 e 1969 disputou-se como uma etapa no seio da Semana Catalã.
Os espanhóis Miguel Poblet e Francisco Masip com duas vitórias têm sido os únicos capazes de repetir triunfo.

## Palmarés
| Ano                   | Ganhador                | Segundo                    | Terceiro                    |
| --------------------- | ----------------------- | -------------------------- | --------------------------- |
| 1945                  | Miguel Poblet           | Antonio Martín Eguia       | Francisco Masip             |
| 1946                  | Bernardo Ruiz           | Antonio Gelabert           | Miguel Gual                 |
| 1947                  | Miguel Poblet           | Bernardo Ruiz              | Bernardo Capó               |
| 1948                  | Francisco Masip         | Miguel Poblet              | Vicente Torrella            |
| 1949                  | Antonio Gelabert        | Bernardo Capó              | Artur Dorsé                 |
| 1950                  | Francisco Masip         | Joaquin Filba              | Sergio Celebrowsky          |
| 1951                  | Mariano Corrales        | Juan Crespo                | Miguel Chacón               |
| 1952                  | Francisco Tarragona     | Angel Paris                | Santiago Mostajo            |
| 1953                  | José Segú               | Federico Martín Bahamontes | Jaime Calucho               |
| 1954                  | Aniceto Utset           | José Segú                  | Santiago Mostajo            |
| 1955                  | Salvador Botella        | Santiago Mostajo           | Alfred Esmatges             |
| 1956                  | Miguel Bover            | Salvador Botella           | Gabriel Company Bauzà       |
| 1957                  | Antonio Ferraz          | Miguel Bover               | Jesús Galdeano              |
| 1958. Não se disputou |                         |                            |                             |
| 1959                  | Juan Campillo           | Fernando Mitjà             | José Carlos Sánchez         |
| 1960                  | Antonio Bertrán         | José Pérez Francés         | Joan Escolà                 |
| 1961                  | José Martín Quesada     | Antonio Gómez del Moral    | Juan Belmonte               |
| 1962                  | Salvador Rosa           | Luis Mayoral               | Ángel Ibáñez                |
| 1963                  | Fernando Manzaneque     | Antonio Suárez Vázquez     | José Pérez Francés          |
| 1964                  | Joseph Novales          | Gabriel Mas                | Manuel Martín Piñera        |
| 1965                  | Gregorio San Miguel     | Luis Otaño                 | Juan José Sagarduy          |
| 1966                  | Antonio Gómez del Moral | José Antonio Momeñe        | José Manuel López Rodríguez |
| 1967                  | José Pérez Francés      | Domingo Perurena Telletxea | Jaime Alomar                |
| 1968                  | Paul Lemeteyer          | Serge Bolley               | José Ramón Goyeneche        |
| 1969                  | Dino Zandegù            | Guido Reybrouck            | Georges Vandenberghe        |

## Palmarés por países
| País    | Vitórias |
| ------- | -------- |
| Espanha | 21       |
| França  | 2        |
| Itália  | 1        |